# Burkhard Dick
Burkhard Dick (* 1963 in Brake (Unterweser)) ist ein deutscher Augenarzt und Lehrstuhlinhaber für Augenheilkunde an der Ruhr-Universität Bochum. Dick war einer der ersten Ophthalmochirurgen, der die Femtosekundenlaser-Technik zur Operation des Grauen Stars (Katarakt) in Deutschland einsetzte.

## Leben und Ausbildung
Dick ging in Brake zur Schule und legte dort das Abitur 1983 ab. An der Universität Gießen studierte er von 1983 bis 1990 Medizin und begann nach dem Staatsexamen die Weiterbildungszeit im Fach Augenheilkunde an der Universitäts-Augenklinik Gießen. Nach Anerkennung als Facharzt wechselte er 1996 an die Universitäts-Augenklinik Mainz, wo er schließlich stellvertretender Klinikdirektor war; 2003 wurde Dick zum Professor ernannt. Im Jahr 2006 folgte die Berufung auf den Lehrstuhl für Augenheilkunde an der Ruhr-Universität Bochum.

## Wissenschaftliches und ärztliches Werk
Dick ist Leiter der Augenklinik am Knappschaftskrankenhaus Bochum-Langendreer. Der Deutschsprachigen Gesellschaft für Intraokularlinsen-Implantation, interventionelle und refraktive Chirurgie stand Burkhard Dick von 2016 bis 2020 als Präsident vor, er war von 2021 bis 2024 Schatzmeister der Gesellschaft und ist seit 2024 ihr Generalsekretär. Er ist bei der American Academy of Ophthalmology Vorsitzender des Komitees für Kataraktchirurgie. In der International Society of Refractive Surgery gehört er als Repräsentant Deutschlands dem internationalen Beirat an. Von 2023 bis 2024 war Dick Sekretär der European Society of Cataract and Refractive Surgeons (ESCRS) und wird sie ab 2026 als Präsident leiten; Vorsitzender des Research Committee der Gesellschaft war er von 2022 bis 2024. Von 2013 bis 2018 war Dick Chair des Cataract Refractive Committee der American Academy of Ophthalmology (AAO).
Dick spezialisierte sich in seiner operativen Tätigkeit auf die Behandlung der Katarakt- sowie auf die refraktive Chirurgie und setzte früh auch in der Kataraktchirurgie Femtosekundenlaser ein. Es gelang, durch die Vorbehandlung mit dem Femtosekundenlaser in vielen Fällen auf den bis dahin üblichen Einsatz von Ultraschall (Phakoemulsifikation) verzichten zu können, was für manche Patientengruppen ein schonenderes operatives Vorgehen darstellt. Dick ist (zusammen mit Tim Schultz und Ronald D. Gerste) Herausgeber eines Werks über den Einsatz des Femtosekundenlasers in der Augenheilkunde. 2022 erschien ein Buch über Kataraktchirurgie in schwierigen Situationen; Dick ist einer der drei Herausgeber.

## Schriften (Auswahl)
- Burkhard Dick, Jorge L Alio, Robert H Osher: Cataract surgery : advanced techniques for complex and complicated cases. Springer Nature, Cham (Switzerland) 2022. ISBN 978-3-030-94529-9
- Burkhard Dick, Ronald D. Gerste: Future Intraocular Lens Technologies. In: Ophthalmology, online seit 26. Dezember 2020.
- Burkhard Dick: Zukunftsperspektiven des Femtosekundenlasers in der Vorderabschnittschirurgie.[Future perspectives of the femtosecond laser in anterior segment surgery] In: Der Ophthalmologe. Mai 2020;117(5):431-436.
- Burkhard Dick: Small-aperture strategies for the correction of presbyopia. In: Curr Opin Ophthalmol. 2019 Jul;30(4):236-242.
- Burkhard Dick, T. Schultz: Influence of the vitreolenticular interface in pediatric cataract surgery. In: J Cataract Refract Surg. 2019 Mar;45(3):388.
- Burkhard Dick, Ronald D. Gerste, Tim Schultz: Femtosecond Laser in Ophthalmology. Thieme, New York 2018, ISBN 978-1-62623-236-5.
- H. B. Dick, M. Piovella, J. Vukich, S. Vilupuru, L. Lin: Prospective multicenter trial of a small-aperture intraocular lens in cataract surgery. In: J Cataract Refract Surg. 43(7), Jul 2017, S. 956–968.
- H. B. Dick, T. Schultz, R. D. Gerste: Single sick swallow does not make a summer: Femtosecond laser-assisted cataract surgery versus standard phacoemulsification. In: J Cataract Refract Surg. 43(5), Mai 2017, S. 713–714.
- H. B. Dick, T. Schultz: A Review of Laser-Assisted Versus Traditional Phacoemulsification Cataract Surgery. In: Ophthalmol Ther. 6(1), Jun 2017, S. 7–18.
- mit Y. Haeussler-Sinangin, D. Dahlhoff und T. Schultz: Clinical performance in continuous curvilinear capsulorhexis creation supported by a digital image guidance system. In: J Cataract Refract Surg. 43(3), Mar 2017, S. 348–352.
- mit M. Schojai, T. Schultz, Y. Haeussler-Sinangin und J. Boecker: Safety of femtosecond laser-assisted primary posterior capsulotomy immediately after cataract surgery. In: J Cataract Refract Surg. 43(9), Sep 2017, S. 1171–1176.
- mit T. Schultz: Interessantes aus der Kataraktchirurgie. In: Klinische Monatsblätter für Augenheilkunde. 234(08), 2017, S. 979–985.
- Femtosekundenlaser-assistierte Kataraktchirurgie: Gegenwärtiger Stand und Ausblick. In: Klinische Monatsblätter für Augenheilkunde. 233, August 2016, S. 967–986.
- mit Federica Gualdi, Luca Gualdi u. a.: Femto Laser Cataract Surgery. Jaypee Brothers Medical Publishing, New Delhi 2014, ISBN 978-93-5090-989-8.
- Klinische und experimentelle Untersuchungen zur Hornhauttunnelinzision sowie zur Wahl der Intraokularlinse in der Kataraktchirurgie. Shaker, Maastricht 1998, ISBN 3-8265-6969-5.
- mit  Oliver Schwenn: Viskoelastika: eine Übersicht ; physikochemische Eigenschaften und ihre praktische Bedeutung für die Ophthalmochirurgie. Springer, Heidelberg 1998, ISBN 3-540-65062-8.
- mit  Dieter Eisenmann, Ekkehard Fabian und Oliver Schwenn: Refraktive Kataraktchirurgie mit multifokalen Intraokularlinsen. Springer, Heidelberg 1999, ISBN 3-540-65778-9.
- mit  Oliver Schwenn: Viscoelastics in Ophthalmic Surgery. Springer, Heidelberg 2000, ISBN 3-540-67330-X.
- mit T. Schultz: Primary posterior laser-assisted capsulotomy. In: Journal of Refractive Surgery. 30, 2014, S. 128–133.
- mit T. Schultz: Laser-assisted cataract surgery in small pupils using mechanical dilation devices. In: Journal of Refractive Surgery. 29, 2013, S. 858–862.
- mit I. Conrad-Hengerer, F. H. Hengerer und T. Schultz: Effect of femtosecond laser fragmentation on effective phacoemulsification time in cataract surgery. In: Journal of Refractive Surgery. 28,2012, S. 879–883.